# Duxochrom
Duxochrom ist der Markenname eines historischen fototechnischen Verfahrens zur Herstellung von farbigen Papierabzügen, das 1929 in den Handel kam.

## Geschichte
Johannes Herzog, aus einer Bremer Fotografenfamilie stammend und selbst noch als Fotograf tätig gewesen, hatte 1866 in dem damals noch bis 1939 zur Provinz Hannover gehörigen Hemelingen eine Fabrik zur Herstellung von fotochemischen Materialien und Laborbedarf gegründet. Nachdem sie 1901 den ersten deutschen Tageslichtrollfilm auf den Markt gebracht hatte, wurde hier bis 1929 das Verfahren der Farbfotografie mittels Farbenauszugs-Negativen entwickelt. In den USA wurde es um 1936 unter dem Namen „Colorstil“ vermarktet und trat in Konkurrenz zu dem amerikanischen Produkt „Carbro“. Die umständliche Anwendung beschränkte das Verfahren auf professionelle Nutzer. Doch war es vor dem Zweiten Weltkrieg die gebräuchlichste Methode für Papierbilder. Johannes Herzog & Co. und einige autorisierte Labore lieferten in den frühen 1940er Jahren Duxochrome-Papierbilder nach Agfa- und Kodak-Kleinbilddias. Bis in die 1960er Jahre sollen die Duxochrom-Folien noch im Handel gewesen sein.

## Verfahren
In einer „Einbelichtungskamera“ (Bermpohl-Kamera) werden gleichzeitig durch geschickte Spiegelung und Farbfilterung drei Fotoplatten jeweils getrennt für die roten, blauen und gelben Anteile des Lichts als Schwarz-Weiß-Negative aufgenommen. Von diesen Negativen werden in den drei Grundfarben Farbauszugspositive angefärbt, die übereinandergelegt ein Farbdiapositiv in natürlichen Farben zeigen. Da die Farbschichten abziehbar präpariert sind, können Auszüge nacheinander auf feuchtes Papier gequetscht werden, wobei das Gelatinereliefpigment nach dem jeweiligen Trocknen auf dem Papier haftet.

## Bedeutung
Ein Vorteil des Duxochrom-Verfahrens war die Möglichkeit, die einzelnen Auszüge getrennt zu verstärken oder abzuschwächen, was es vor allem im Druckereigewerbe zu einem bevorzugten Verfahren machte. Geschätzt war auch die Qualität der Großformate für Ausstellungszwecke. So bediente sich Walter Frentz, seit 1939 Bildberichterstatter für das Führerhauptquartier für seine umfangreiche Serie von Porträts der nationalsozialistischen Machthaber der Duxochrom-Technik. Auch Irma Lippert arbeitete mit Duxochrom. Hermann Harz, der bedeutende Industriefotograf und einflussreiche Farbfotograf, bot ab 1938 Lehrgänge für das Duxochrom-Verfahren an.